# بيكتور ديل أربول
فيكتور ديلاربول (بالإسبانية: Victor del Árbol)‏ كاتب اسباني  ولد في برشلونة عام 1968. فاز بجائزة نادال عام 2016 عن عمله «عشية كل شيء تقريبا».

## حياته
عاش فيكتور في أسرة متواضعة، وهو الأكبر من ستة أطفال. حيث كانت والدته تتركه في المكتبة بعد مغادرته المدرسة حتى تتفرغ لرعاية الأشقاء الاخرين؛ هذا أحد اسباب معفته بالادب والكتب والذي طور من قدرته الأدبية. وكان في المعهد الديني، لمدة خمس سنوات قبل دراسة في التاريخ في جامعة برشلونة وعمل مسؤولا في حكومة كاتالونيا بين عامي 1992 و 2012.

## أعماله

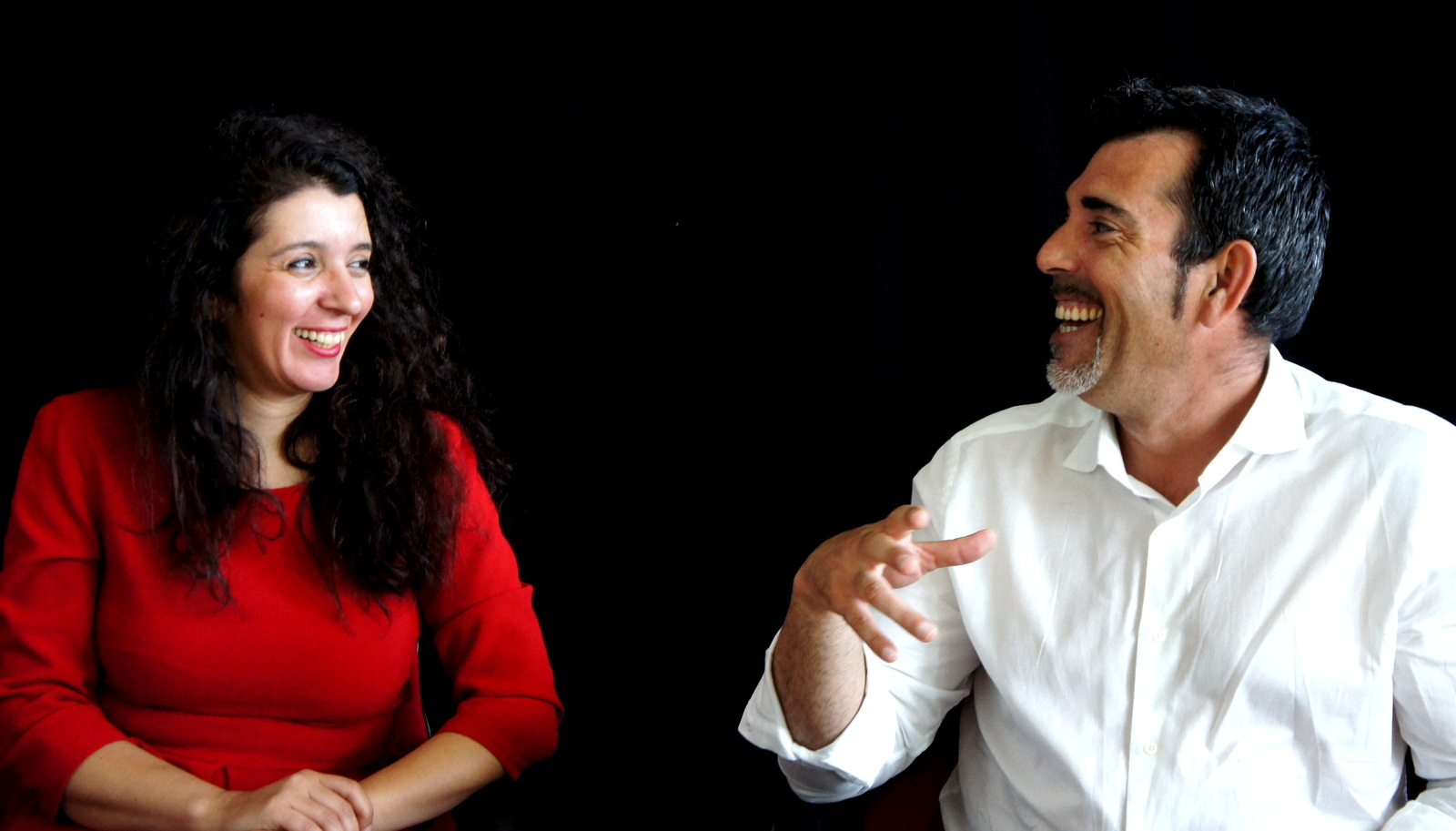

- El peso de los muertos, Editorial Castalia, 2006, Premio Tiflos de Novela,
- El abismo de los sueños, 2008, finalista del premio Fernando Lara, inédita.
- La tristeza del samurai, Alrevés Editorial, 2011
- Respirar por la herida, Alrevés Editorial, 2013
- Un millón de gotas, Destino, 2014[5]
- La víspera de casi todo, 2016, premio Nadal.

## جوائزه
- جائزة تيفلوس 2006
- Finalista del Premio Fernando Lara, 2008
- جائزة القطب الأوروبي عن رواية السوداء
- جائزة Query Noir, 2013
- جائزة ترومو الاسود عم رواية بوليسية 2013
- Gran premio de literatura policial extranjera en Francia, 2015.
- جائزة نادال 2016